# Elezioni generali in Honduras del 1997
Le elezioni generali in Honduras del 1997 si tennero il 30 novembre per l'elezione del Presidente e il rinnovo del Congresso nazionale, contestualmente alle elezioni del Parlamento centro-americano.

## Risultati

### Elezioni presidenziali
| Candidati             | Partiti                                     | Voti      | %     |
| --------------------- | ------------------------------------------- | --------- | ----- |
| Carlos Roberto Flores | Partito Liberale dell'Honduras              | 1 040 403 | 52,65 |
| Nora Gúnera de Melgar | Partito Nazionale dell'Honduras             | 844 985   | 42,76 |
| Olban Valladares      | Partito di Innovazione e Unità              | 41 605    | 2,11  |
| Arturo Alvarez        | Partito Democratico Cristiano dell'Honduras | 24 737    | 1,25  |
| Matías Funes          | Partito di Unificazione Democratica         | 24 243    | 1,23  |
| Totale                | Totale                                      | 1 975 973 | 100   |

### Elezioni parlamentari
| Liste                                       | Voti      | %     | Seggi |
| ------------------------------------------- | --------- | ----- | ----- |
| Partito Liberale dell'Honduras              | 940 575   | 49,55 | 72    |
| Partito Nazionale dell'Honduras             | 789 015   | 41,56 | 55    |
| Partito di Innovazione e Unità              | 78 495    | 4,13  | 3     |
| Partito Democratico Cristiano dell'Honduras | 49 650    | 2,62  | 2     |
| Partito di Unificazione Democratica         | 40 658    | 2,14  | 1     |
| Totale                                      | 1 898 393 | 100   | 133   |